# پشم زرین (مجله)

پشم زرین (به روسی: Золотое руно) نام ماهنامه‌ای بود به زبان روسی که بین سال‌های ۱۹۰۶ الی ۱۹۰۹ منتشر می‌شد. این ماهنامه به وسیله یک نقاش ثروتمند روسی به نام نیکلای ریابوشینسکی در مسکو منتشر می‌شد. این نشریه به معرفی آثار هنرمندان پیرو مکتب نمادگرایی می‌پرداخت.